# 賴米爾海岸

賴米爾海岸（Rymill Coast）是南極洲的海岸，位於帕爾默地，處於傑里米角和巴斯雷斯冰原島峰之間，在1935年11月23日由美國探險隊拍攝空中照片。
71°0′S 67°30′W / 71.000°S 67.500°W